# Víctor Cedrón
Víctor Andrés Cedrón Zurita (Trujillo, 6 ottobre 1993) è un calciatore peruviano, centrocampista dell'ADT.